# 濱嘉之
濱 嘉之（はま よしゆき、1957年 - ）は、日本の元警察官・小説家・テレビコメンテーター・危機管理コンサルティング会社代表。福岡県出身。テレビ番組に出演する際は本名の江藤史朗の名で出演している。

## 人物
中央大学法学部法律学科卒業後、警視庁に入庁。警備部警備第一課、公安部公安総務課、警察庁警備局警備企画課、内閣官房内閣情報調査室、再び公安部公安総務課を経て、生活安全部少年事件課係長に勤務。2004年、警視で22年勤めた警視庁を退官した。その後衆議院議員政策担当秘書を経て2007年に「警視庁情報官」で作家としてデビューした。　
菅義偉をモデルにした小説を巡り、警察サイドから『裏切り者』扱いされていると一部メディアから報じられた。

## 作風
執筆に当たっては、かつて警察官だった者として「嘘のないこと」を心がけており、臨場感のある作風が評価されている。

## 作品リスト

### シリーズ作品
- 警視庁情報官シリーズ
  - 警視庁情報官（2007年12月4日、講談社） 
    - 【改題】警視庁情報官 シークレット・オフィサー（2010年11月12日、講談社文庫）

  - 公安特命捜査 警視庁情報官2（2009年4月8日、講談社）
    - 【改題】警視庁情報官 ハニートラップ（2011年4月15日、講談社文庫）

  - 警視庁情報官 トリックスター（2011年11月15日、講談社文庫）
  - 警視庁情報官 ブラックドナー（2012年10月16日、講談社文庫）
  - 警視庁情報官 サイバージハード（2014年1月15日、講談社文庫）
  - 警視庁情報官 ゴーストマネー（2016年11月15日、講談社文庫）
  - 警視庁情報官 ノースブリザード（2019年7月12日、講談社文庫）
- 警視庁公安部・青山望シリーズ（文春文庫）
  - 完全黙秘（2011年9月2日）
  - 政界汚染（2012年3月9日）
  - 報復連鎖（2013年3月8日）
  - 機密漏洩（2013年8月6日）
  - 濁流資金（2014年9月2日）
  - 巨悪利権（2015年10月9日）
  - 頂上決戦（2016年1月4日）
  - 聖域侵犯（2016年8月4日）
  - 国家簒奪（2017年1月6日）
  - 一網打尽（2017年12月5日）
  - 爆裂通貨（2018年4月10日）
  - 最恐組織（2018年12月4日）
- 警察庁諜報課・榊冴子シリーズ（講談社文庫）
  - オメガ 警察庁諜報課（2013年6月14日）
  - オメガ 対中工作（2014年11月14日）
- ヒトイチ 警視庁人事一課シリーズ（講談社文庫）
  - ヒトイチ 警視庁人事一課監察係（2015年5月15日）
  - ヒトイチ 画像解析 警視庁人事一課監察係（2015年11月13日）
  - ヒトイチ 内部告発 警視庁人事一課監察係（2016年5月13日）
- 院内刑事シリーズ
  - 院内刑事（2017年2月21日、講談社+α文庫
    - 新装版 院内刑事（2019年12月13日、講談社文庫）

  - 院内刑事 ブラック・メディスン（2018年7月21日、講談社+α文庫）
    - 新装版 院内刑事 ブラック・メディスン（2020年1月15日、講談社文庫）

  - 院内刑事 フェイク・レセプト（2020年2月14日、講談社文庫）
  - 院内刑事 シャドウ・ペイシェンツ（2021年7月15日、講談社文庫）
- 警視庁公安部・片野坂彰シリーズ（文春文庫）
  - 国境の銃弾（2019年8月6日）
  - 動脈爆破（2020年3月10日）
  - 紅旗の陰謀（2021年1月4日）
  - 群狼の海域（2022年4月6日）
  - 天空の魔手（2023年5月9日）

### その他
- 電子の標的 警視庁特別捜査官・藤江康央（2009年9月19日、新潮社 / 2013年1月16日、講談社文庫）
- 世田谷駐在刑事（2010年6月19日、講談社）
  - 【改題】鬼手 世田谷駐在刑事・小林健（2012年2月15日、講談社文庫）
- 列島融解（2012年3月16日、講談社 / 2013年3月15日、講談社文庫）
- 電光石火 内閣官房長官・小山内和博（2015年1月5日、文春文庫）
- カルマ真仙教事件（講談社文庫）
  - 上（2017年6月15日）
  - 中（2017年8月9日）
  - 下（2017年12月15日）

## 映像化作品

### テレビドラマ
- 世田谷駐在刑事（2012年6月18日 - 2014年4月7日、全2作、TBS系「月曜ゴールデン」、主演：哀川翔）
- 犯罪科学分析室 電子の標的（2015年 - 2017年、全3作、テレビ東京系「水曜ミステリー9」、主演：伊原剛志、原作：電子の標的 警視庁特別捜査官・藤江康央）